# Evridiki
Evridiki Teokleus, gr. Ευρυδίκη Θεοκλέους (ur. 25 lutego 1968 w Limassolu) – grecko-cypryjska piosenkarka, trzykrotna reprezentantka Cypru w Konkursie Piosenki Eurowizji – w 1992, 1994 i 2007 roku.

## Życiorys
Kiedy skończyła szkołę, zaczęła studiować muzykę, teatr i taniec w Le Studio des Variétés w Paryżu. Następnie została studentką Berklee College of Music w Bostonie, gdzie doskonaliła swój talent muzyczny na kursach harmonii i instrumentacji.
W 1989 roku przeprowadziła się do Aten, a w 1991 nagrała i wydała swój pierwszy solowy album zatytułowany Gia proti fora. Rok później premierę miała jej druga płyta długogrająca zatytułowana Poso ligo me kseris. Krążek promował singiel „Teriazume”, którym reprezentowała Cypr podczas 37. Konkursu Piosenki Eurowizji w 1992 roku, wygrywając w marcu finał krajowych eliminacji z wynikiem 228 punktów w głosowaniu jurorskim. W finale konkursu zorganizowanego 9 maja w Malmö zajęła ostatecznie 11. miejsce, zdobywając łącznie 57 punktów.
W 1993 roku ukazała się jej trzecia płyta studyjna zatytułowana Misise me, a w 1994 – album pt. Ftinoporo jinekas. Na albumie znalazł się m.in. utwór „Ime antropos ki ego”, z którym po raz drugi reprezentowała Cypr podczas 39. Konkursu Piosenki Eurowizji w 1994 roku. W finale konkursu organizowanego 30 kwietnia w Dublinie uplasowała się ostatecznie na 11. miejscu, zdobywając łącznie 51 punktów, w tym maksymalną notę 12 punktów od jurorów z Grecji. Podczas występu na scenie towarzyszyło jej pięciu wokalistów wspierających: Kyriakos Zymbulakis, Haris Halkitis, Eva Tselidu, Demos van Beke i Joanna Barrington.
W kolejnych latach ukazały się następne płyty w dorobku Evridiki: I epomeni mera (1996), Pes to mu afto! (1997), Dese mu ta matia (1998), To kumbi (1999), Ola dika su (2000), Live ...Ki alios (2002), Oso fewgo jirizo (2003) i Sto idio wajoni (2005).
W 2002 roku wcieliła się w rolę Taptim w musicalu King and I wyprodukowanym przez Mimi Denisi. W 2003 roku wystąpiła na koncercie w Teatro Likawitu razem z wieloma innymi lokalnymi wykonawcami, m.in. z zespołem One, Antonisem Remosem, Christosem Wlachakisem i Paschalisem Terzisem. Zapis z wydarzenia został zamieszczony na specjalnej płycie koncertowej pt. Tragudi sta pedia – Live sto Teatro Likawitu.
W 2007 ukazał się jej trzynasty krążek długogrający zatytułowany 13. Album promowany był przez singiel „Comme çi, comme ça” napisany przez jej narzeczonego Dimitrisa Korjalasa. Para została wybrana wewnętrznie przez lokalnego nadawcę publicznego (CyBC) na reprezentanta Cypru podczas 52. Konkursu Piosenki Eurowizji organizowanego w Helsinkach. 10 maja wystąpili w półfinale widowiska i zajęli ostatecznie 15. miejsce po zdobyciu łącznie 65 punktów (w tym maksymalnej noty 12 punktów od telewidzów z Grecji), nie dające kwalifikacji się do finału. Podczas występu na scenie towarzyszyły jej dwie tancerki, perkusista Dimitris Horianopulos i klawiszowiec Giannis Skutaris, sama artystka miała na sobie kreację projektu uznanego w kraju projektanta Christoforosa Kotentosa.
Pod koniec października 2011 roku premierę miała kolejna płyta w karierze Evridiki zatytułowana Onirewome akoma... Mama.

## Życie prywatne
W kwietniu 1993 roku wyszła za mąż za kompozytora i producenta jej pierwszych dziewięciu albumów, Giorgosa Teofaonusa, z którym ma syna Angelosa. W 2000 roku para rozwiodła się, pozostając jednak w przyjacielskich stosunkach. W 2005 roku zaręczyła się z piosenkarzem Dimitrisem Korjalasem.

## Dyskografia

### Albumy studyjne
- Gia proti fora (1989)
- Poso ligo me kseris (1992)
- Misise me (1993)
- Ftinoporo jinekas (1994)
- I epomeni mera (1996)
- Pes to mu afto! (1997)
- Dese mu ta matia (1998)
- To kumbi (1999)
- Ola dika su (2000)
- Live ...Ki alios (2002)
- Oso fewgo jirizo (2003)
- Sto idio wajoni (2005)
- 13 (2007)
- Onirewome akoma... Mama (2011)
- 25 gia panta (2017)